# Alexander Mach
Alexander Mach (Slovenský Meder, 11 de octubre de 1902-Bratislava, 15 de octubre de 1980) fue un político nacionalista eslovaco. Perteneció a la corriente ultraderechista del nacionalismo eslovaco y destacó por su decidido apoyo al nazismo y a Alemania.

## Checoslovaquia

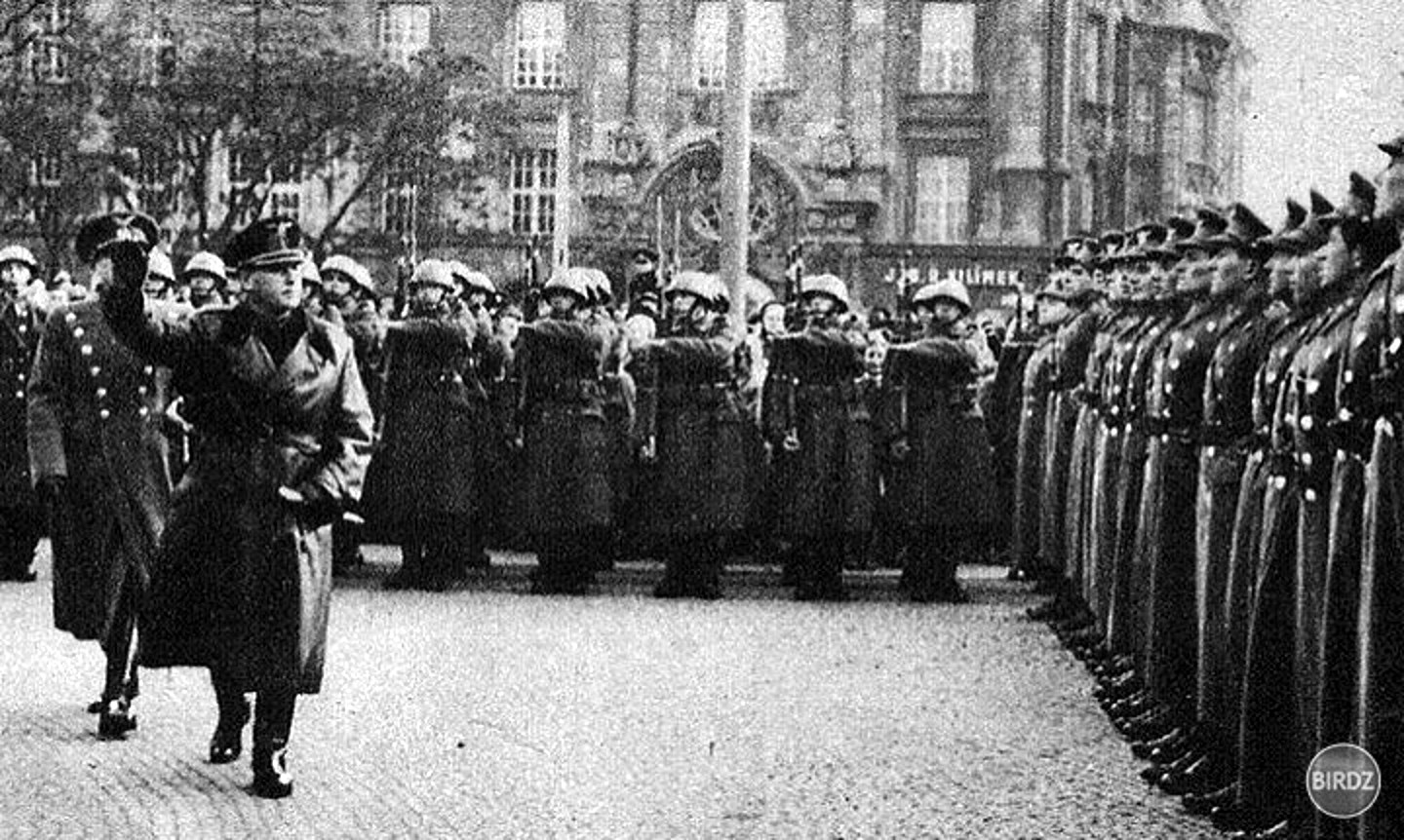
Alexander Mach (1902 – 1980), político, comandante en jefe de la Guardia Hlinka, vice primer ministro y ministro del interior durante el período de guerra de la República Eslovaca (1939-1945). Por crímenes de lesa humanidad, condenado a 30 años de prisión en 1947. Digitalización de una fotografía a partir de una impresión de época.

Mach se afilió al Partido Popular Eslovaco siendo aún joven y comenzó a destacar en él como ayudante de Vojtech Tuka. Trabajó bajo la tutela de este como redactor de las publicaciones del partido, Slovak y Slovenska Pravda e ingresó en el comité político del partido en 1924. Pertenecía a la corriente no clerical de la formación, la más favorable al nazismo de las dos con las que contaba el partido. Fue también jefe de la Rodobrana durante el apogeo de esta a mediados de la década de 1920. Gozaba de influencia en la línea del partido y un editorial suyo de 1938 en el que abogaba por crear una sección paramilitar suscitó la inmediata formación de la Guardia de Hlinka. Mach sustituyó a Karol Sidor al frente de esta en marzo de 1939 y Karol Murgaš fue su jefe de Estado Mayor.

## República eslovaca
Mach empezó a descollar en 1938, tras los Acuerdos de Múnich, con el subsiguiente aumento del nacionalismo de eslovaco, en calidad de aliado de Vojtech Tuka y Ferdinand Ďurčanský. Famoso agitador, desempeñó un papel principal en la organización de la violencia que siguió a la disolución de Checoslovaquia en marzo de 1939 desde su puesto de director de la Oficina Eslovaca de Propaganda. Fue seguidamente ministro de Propaganda de la república eslovaca y luego ministro del Interior en el Gobierno de Tuka desde 29 de julio de 1940 hasta el hundimiento del Estado en 1944.
Como Tuka, a quien sustituía en sus tareas de primer ministro durante sus frecuentes enfermedades, propugnaba una política pronazi y la inmediata implantación de un sistema fascista, lo que suscitó frecuentes roces con el presidente Jozef Tiso, no tan favorable a estas medidas. Tiso logró privarlo brevemente de su cargo en la Guardia de Hlinka en mayo de 1940 pese al apoyo alemán de que disfrutaba por su actitud filogermana. En 1941 Mach llegó a diseñar un plan para crear campos de concentración en Eslovaquia para los alemanes, si bien el plan fue finalmente descartado puesto que estos decidieron fijarlos en Polonia.

## Posguerra
Acérrimo partidario de la Alemania Nazi, huyó de Eslovaquia tras el hundimiento del gobierno títere en 1944 y se afincó en Viena, donde fue nombrado ministro del Interior de un gabinete pronazi en el exilio. Fue detenido por las autoridades checoslovacas tras concluir la Segunda Guerra Mundial, juzgado en un tribunal popular y condenado a treinta años de cárcel por colaboracionista. Fue liberado en 1968 y se instaló en Bratislava, donde vivió de una pensión estatal hasta su muerte en 1980.